# Baie de Sibolga

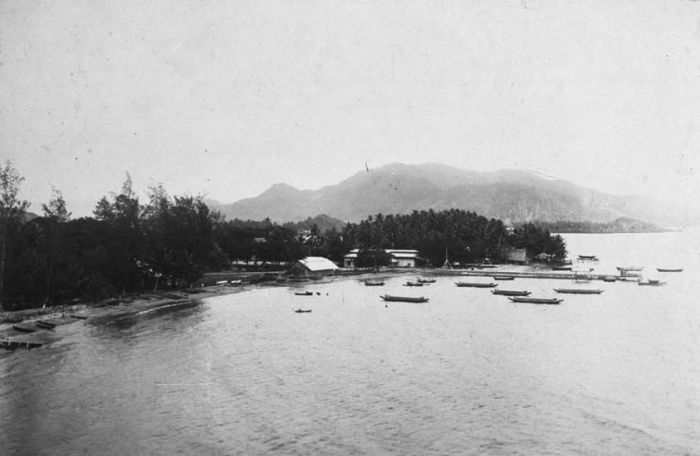
Le port de Silboga vers 1910-1920.

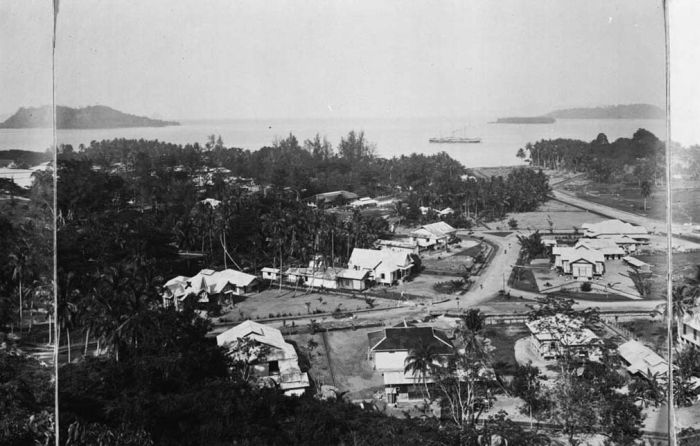
Vue de la baie de Sibolga et le vieux quartier européen en 1917.

La baie de Sibolga (appelée Baai van Tapanoeli pour "baie de Tapanuli" par les Hollandais à l'époque des Indes néerlandaises) est un port naturel sur la côte occidentale du nord de Sumatra en Indonésie. Elle est nommée d'après la ville Sibolga située sur cette baie.

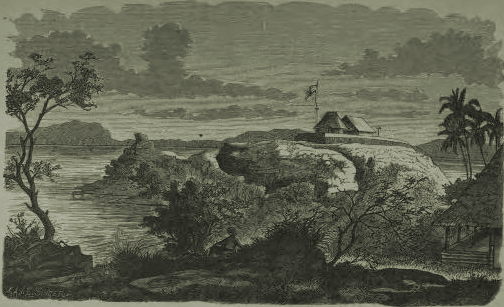
Gravure datée de 1878 représentant le fort de Tapanuli sur l'île de Poncan Ketek

Dans la baie se trouvent les îles Poncan. Sur l'une d'elles, Poncan Ketek ("Poncan la Petite") se trouvait autrefois un fort où Thomas Stamford Raffles, le fondateur de Singapour, a fait halte en route de Calcutta  à Bengkulu dans le sud de Sumatra où il avait été nommé gouverneur.

## Tourisme
On peut pratiquer la plongée sous-marine dans les îles Poncan.

## Tsunamis
La zone est relativement exposée aux tsunamis. Ce fut le cas lors du tsunami de 2004.